# Бородаївка
Борода́ївка — село в Україні, у Кам'янському районі Дніпропетровської області Дніпропетровської області. Населення за переписом 2001 року становило 938 осіб. Входить до складу Верхньодніпровської міської громади. В минулому — центр Бородаївської сільської ради.

## Географія
Село Бородаївка лежить на правому березі Кам'янського водосховища річки Дніпро в північно-західній частині Дніпропетровської області. Висота над рівнем моря 65—95 метрів. Сусідні населені пункти:
Павлівка (на захід), Правобережне (на схід).
Селом пролягає автошлях національного значення Н08.

## Історія
Бородаївка — одне зі стародавніх запорізьких поселень. Ще у 1707 році серед заселених місцевостей запорізького козацтва згадується балка козака Прокопа Бородая, що неподалік Дніпра. Після служби в Січі, козак Бородай перевів сюди з-під Кобеляк свою рідню та господарство рідних, близьких та знайомих. У 1725 році урочище Бородаївка було усіяне зимівниками та хуторами запорізького козацтва. Приблизно 1745 року виникла слобода Бородаївка.
Входила до Кодацької паланки Запоріжжя, а в 1752—1764 роках — до складу Новослобідського козацького полку.
Житель слободи Лук'ян Бігун в 1781 році збудував церкву Покрови.
Згодом стало центром Бородаївської волості Верхньодніпровського повіту.
За даними на 1859 рік у козацькому селі мешкало 3033 особи (1476 чоловіків та 1557 жінок), налічувалось 472 двори, православна церква, поштова станція та переправа, проходили 3 ярмарки на рік та базари щонеділі.
Станом на 1886 рік у козацькому селі мешкало 3410 осіб, налічувалось 620 дворів, існувала православна церква, відбувалось 3 ярмарки на рік та базари неділями.
За переписом 1897 року кількість мешканців зросла до 5024 осіб (2504 чоловічої статі та 2520 — жіночої), з яких 4974 — православної віри.
В період радянської влади основним підприємством села був колгосп «Правда». Також у 1960-тих роках добували граніт.
Під час організованого радянською владою Голодомору 1932—1933 років померло щонайменше 237 жителів села.

Станом 1967 рік населення становило 1344 жителів. Працювало дві школи та лікарня. Було збудовано будинок культури «Дружба» на 500 місць.

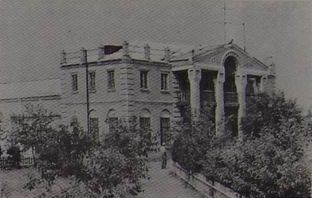
Будинок культури «Дружба», фото 1965 р.

Протяжність села Бородаївки правим берегом Дніпра сягала 15 км.
У 1973 році перед розливом Кам'янського водосховища мешканців низовинної частини села переселили в новостворене село Правобережне.

## Сучасність
Є сільська амбулаторія, будинок культури, бібліотека і дитячий садочок КЗ "Вишенька".

## Населення

### Мова
Розподіл населення за рідною мовою за даними перепису 2001 року:
| Мова       | Кількість | Відсоток |
| ---------- | --------- | -------- |
| українська | 884       | 94.24%   |
| російська  | 51        | 5.44%    |
| білоруська | 3         | 0.32%    |
| Усього     | 938       | 100%     |

## Відомі особи
Уродженці:
- Григоренко Олександр Явтухович (1938-1962) — український поет.